# Liste der denkmalgeschützten Objekte in Absdorf
Die Liste der denkmalgeschützten Objekte in Absdorf enthält die 8 denkmalgeschützten, unbeweglichen Objekte der Gemeinde Absdorf in Niederösterreich.

## Denkmäler
| Foto |                 | Denkmal                                                            | Standort                                  | Beschreibung | Metadaten |
| ---- | --------------- | ------------------------------------------------------------------ | ----------------------------------------- | --- | --- |
| ja   | Datei hochladen | Tabernakelbildstock, Anna-Marterl HERIS-ID: 27362 Objekt-ID: 23880 | vor Bahnhofstraße 6 Standort KG: Absdorf  | Der Tabernakelbildstock aus dem 15. Jahrhundert verfügt über einen spätgotischen Tabernakelaufsatz mit Maßwerköffnungen, Pyramidendach und Steinkreuz. Im Tabernakel befindet sich eine Gipsfigur der hl. Anna. | BDA-Hist.: Q37910583 Status: § 2a Stand der BDA-Liste: 2025-06-30 Name: Tabernakelbildstock, Anna-Marterl GstNr.: 392/1                                |
| ja   | Datei hochladen | Kath. Pfarrkirche hl. Mauritius HERIS-ID: 27363 Objekt-ID: 23881   | neben Hauptplatz 12 Standort KG: Absdorf  | Die barocke Saalkirche wurde 1744 an Stelle eines romanischen Vorgängerbaus errichtet und 1841 erweitert. Es ist ein schlichter Saalbau mit stark eingezogenem, niedrigem Chor und Rundbogenfenstern. Der im Kern romanische Turm steht an der Nordostseite, mit rundbogigen Schallfenstern und Pyramidenhelm von 1877. Im Süden befindet sich die Sakristei mit Pultdach. | BDA-Hist.: Q2321453 Status: § 2a Stand der BDA-Liste: 2025-06-30 Name: Kath. Pfarrkirche hl. Mauritius GstNr.: 156 Absdorf - Pfarrkirche hl. Mauritius |
| ja   | Datei hochladen | Figurenbildstock hl. Florian HERIS-ID: 27367 Objekt-ID: 23885      | Stockerauerstraße Standort KG: Absdorf    | Die Sandsteinfigur wurde 1724 von den Grafen Hardegg gestiftet und 1984 restauriert. | BDA-Hist.: Q37910606 Status: § 2a Stand der BDA-Liste: 2025-06-30 Name: Figurenbildstock hl. Florian GstNr.: 503/4                                     |
| ja   | Datei hochladen | Bildstock HERIS-ID: 27366 Objekt-ID: 23884                         | Tullnerstraße Standort KG: Absdorf        | Der Pfeilerbildstock mit graviertem Wappenschild und ein Bäckerzeichen (Brezel) ist bezeichnet mit 1613. Der Tabernakelaufsatz wurde erneuert. | BDA-Hist.: Q37910601 Status: § 2a Stand der BDA-Liste: 2025-06-30 Name: Bildstock GstNr.: 756/1                                                        |
| ja   | Datei hochladen | Wegkapelle HERIS-ID: 27360 Objekt-ID: 23878                        | bei Tullnerstraße 7 Standort KG: Absdorf  | Die platzlgewölbte Wegkapelle wurde Ende des 18. Jahrhunderts errichtete. Das Gitter ist bezeichnet mit 1841. | BDA-Hist.: Q37910572 Status: § 2a Stand der BDA-Liste: 2025-06-30 Name: Wegkapelle GstNr.: 697                                                         |
| ja   | Datei hochladen | Figurenbildstock hl. Mauritius HERIS-ID: 27364 Objekt-ID: 23882    | Hauptplatz 12, neben Standort KG: Absdorf | Die Sandsteinfigur wurde 1724 von den Grafen Hardegg gestiftet und bei der Restaurierung 1949 an den Standort vor der Kirche übertragen. | BDA-Hist.: Q37910592 Status: § 2a Stand der BDA-Liste: 2025-06-30 Name: Figurenbildstock hl. Mauritius GstNr.: 102/1                                   |
| ja   | Datei hochladen | Mariensäule HERIS-ID: 27365 Objekt-ID: 23883                       | Standort KG: Absdorf                      | Die Mariensäule an der Straße nach Absberg ist mit 1849 bezeichnet. | BDA-Hist.: Q37910596 Status: § 2a Stand der BDA-Liste: 2025-06-30 Name: Mariensäule GstNr.: 29/2                                                       |
| ja   | Datei hochladen | Bildstock HERIS-ID: 27368 Objekt-ID: 23886                         | Schulstraße 20, vor Standort KG: Absdorf  | Der 1978 restaurierte Pfeilerbildstock befindet sich an der Ecke Stockerauerstraße/Schulgasse. | BDA-Hist.: Q37910613 Status: § 2a Stand der BDA-Liste: 2025-06-30 Name: Bildstock GstNr.: 393                                                          |